# Windows on the World (película)
Windows on the World es una película de 2019 dirigida por Michael D. Olmos y protagonizada por Ryan Guzman y Edward James Olmos que trata sobre la inmigración en Nueva York, Estados Unidos. El título hace referencia al complejo de locales (Windows on the World) que solía existir en el último piso de la Torre Norte en el World Trade Center hasta que fue destruido en el ataque del 11 de septiembre.
Su estreno en salas de cines fue cancelado en marzo de 2020 debido a la pandemia de COVID-19 y en su lugar fue estrenada en exclusiva en la plataforma de streaming VIX el 23 de abril de 2020 para todo el mundo.

## Argumento
Tras enterarse del atentado del 11 de septiembre, el joven mexicano Fernando, decide viajar a Estados Unidos en busca de su padre inmigrante desaparecido tras el derrumbe de las Torres Gemelas. Durante su travesía encontrará romance y el reflejo de la comunidad inmigrante que sufrió en carne viva la tragedia.